# Grigorij Jakovlevič Perel'man
Grigorij Jakovlevič Perel'man (in russo: Григорий Яковлевич Перельман, AFI: [ɡrʲɪˈɡorʲɪj ˈjakəvlʲɪvʲɪtɕ pʲɪrʲɪlʲˈman]; Leningrado, 13 giugno 1966) è un matematico russo.
Laureato all'Università Statale di Leningrado, è noto per aver dimostrato, nel 2002, la congettura di Poincaré, uno dei più importanti problemi della topologia nonché uno dei sette problemi del millennio, che, proposto da Henri Poincaré nel 1904, ha atteso quasi un secolo la scoperta di una soluzione. Per il risultato fu insignito, nel 2006, sia della Medaglia Fields che del premio promesso dall'Istituto Clay, ma declinò entrambi.

## Biografia
Perel'man è il maggiore di due figli di una coppia ebrea di Leningrado. Il padre era un ingegnere elettronico e la madre un'insegnante di matematica. Come la sorella Elena (diventata anch'ella una valente matematica), fu iscritto alla Scuola Pubblica nº 239 (istituto per bambini particolarmente dotati, fondato negli anni '50) e successivamente fu ammesso all'Università Statale di Leningrado, dove si specializzò nei programmi di matematica avanzata e di fisica. 
Mentre era studente di scuola superiore, nel 1982, vinse una medaglia d'oro per il punteggio massimo ottenuto alle Olimpiadi internazionali di matematica tenutesi a Budapest. Perel'man si è poi laureato alla facoltà di matematica e meccanica dell'Università Statale di Leningrado e ha iniziato a lavorare nel dipartimento di San Pietroburgo dell'Istituto Steklov di Matematica. I suoi tutor presso l'Istituto Steklov sono stati Aleksandr Danilovič Aleksandrov e Jurij Dmitrievič Burago.
Alla fine degli anni ottanta e nei primi anni novanta, Perel'man ha lavorato presso varie università degli Stati Uniti. Ritornato in Russia nel 1995 (o nel 1996), ha lavorato senza far parlare di sé all'Istituto Steklov. Fino all'autunno del 2002, Perel'man era noto più che altro per i suoi lavori nella geometria comparativa, ove aveva ottenuto risultati notevoli, tra cui la congettura dell'anima, uno dei teoremi classici della geometria di Riemann.

## La congettura di Poincaré
Nel novembre 2002 pubblicò, sul sito Web arXiv, il primo di una serie di scritti con i quali intendeva dimostrare la congettura di geometrizzazione di Thurston, risultato che comprende, come caso particolare, la congettura di Poincaré. Quest'ultima, proposta dal matematico francese Henri Poincaré nel 1904, era uno dei più famosi problemi irrisolti di topologia. Molti matematici ne avevano tentato la dimostrazione, senza successo, e il Clay Mathematics Institute aveva promesso una ricompensa da un milione di dollari per chi fosse stato in grado di fornirne una dimostrazione. La strategia d'attacco di Perel'man consistette nel modificare il programma di geometrizzazione di Richard Hamilton attraverso il flusso di Ricci. L'approccio di geometrizzazione di Hamilton era particolarmente innovativo rispetto ai precedenti programmi più diretti, che erano di stampo topologico, in particolare gli approcci di W.P. Thurston, J.W. Cannon e D. Gabai.
Nel dicembre 2005 il lavoro di Perel'man fu esaminato dalla comunità matematica, dopo una serie di sue conferenze in importanti atenei, in cui fornì spiegazioni su parti della dimostrazione che erano state pubblicate su arXiv. Nell'agosto del 2006 i numerosi matematici che seguirono e controllarono il suo lavoro completarono una documentazione di oltre mille pagine, in cui si spiegava passo per passo la dimostrazione completa della congettura di Poincaré. Tale lavoro esplicativo è stato assolutamente necessario, dato il sistema abituale di lavoro di Perel'man, in cui il prodotto finale è da lui considerato concluso e presentabile solo se raggiunge un livello di concisione estrema, unita all'adeguata perfezione formale. I lavori di Perel'man sono concettualmente inattaccabili, ma il suo metodo di esposizione li rende estremamente difficili da comprendere per altri matematici senza una sorta di guida esplicativa.

## Riconoscimenti

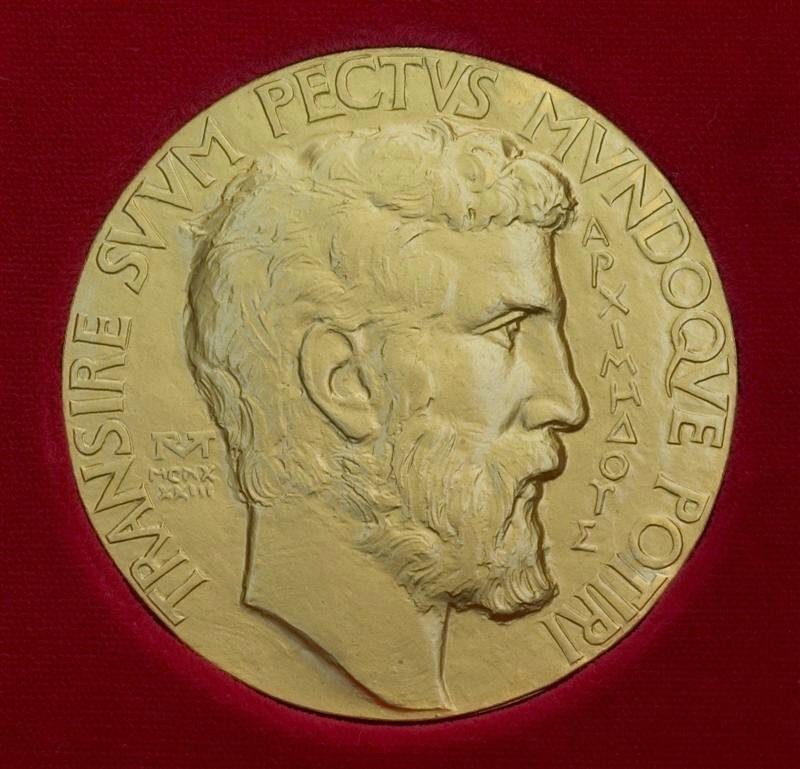
La prestigiosa Medaglia Fields (nell'esemplare non assegnato per il rifiuto di Perel'man)

Sono state fatte diverse ipotesi sul fatto che possano essere attribuiti allo studioso sia la medaglia Fields sia il premio milionario dell'Istituto Clay qualora la dimostrazione dovesse rimanere incontestata. In passato, nei primi anni novanta, Perel'man aveva rifiutato un premio dalla European Mathematical Society, si dice per il suo profondo spirito anti-materialistico; inoltre, egli si era del tutto disinteressato alla pubblicazione della dimostrazione in una rivista matematica a revisione paritetica, come richiesto dalle regole del premio Clay. Lo stesso Clay Mathematics Institute ha esplicitamente affermato che il suo consiglio direttivo potrà cambiare i requisiti, considerando come valida, almeno per il caso di Perel'man, una pubblicazione via web.
Il 22 agosto 2006 Grigorij Perel'man comunicò che avrebbe rifiutato la medaglia Fields. Nello stesso anno si dimise dal suo posto a San Pietroburgo e, da allora, si è ritirato a vivere con la madre in una casa popolare, lontano da università e interviste, e con la pensione di lei come unica fonte di sostentamento.
Nel giugno del 2007 sarebbe stato visto e fotografato nella metropolitana della città da un blogger russo nelle immagini fotografiche con i capelli arruffati, la barba incolta e vecchie scarpe.
L'Istituto Clay annunciò l'assegnazione del premio a Perel'man relativo alla congettura di Poincaré. Perel'man però non si presentò a ritirare il premio a Parigi, dove l'Istituto Clay ha tenuto la premiazione, e ha poi annunciato di averlo rifiutato.